# Frederik Ellgaard

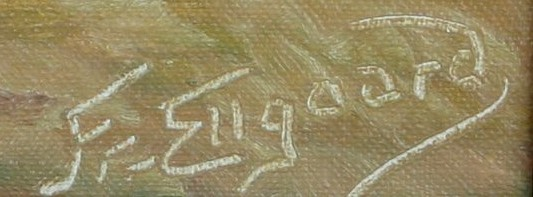
"Fr. Ellgaard", signatur

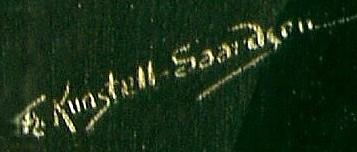
"Fr. Kunstell Gaardson"
(Kunst Ellgaard son).

Frederik, ursprungligen, Friedrich, Ellgaard, född 17 juni 1896 i Haderslev, Danmark, död okänt (efter 1960), var en tysk-dansk konstnär, som är främst känd för sina många landskapsmålningar.
När Friedrich Ellgaard föddes 1896 i Hadersleben (Haderslev), hörde staden och Nordslesvig till Tyskland. Hans föräldrar var Nikolai och Laura Ellgaard och han var den äldste av sex barn. Redan tidigt intresserade sig Ellgaard för måleriet och hans avsikt var att studera vid Kunstakademiet i Köpenhamn. Men 1915, i 19-årsåldern, blev han istället inkallad till första världskriget, där han stred på Tysklands sida.
I samband med Folkomröstningen om Slesvig 1920 återfördes Haderslev till Danmark och Ellgaards föräldrar och några syskon emigrerade till USA. Friedrich valde dock att stanna kvar och blev dansk medborgare. Han kallade sig numera Frederik Ellgaard.
Han blev huvudsakligen känd för sina oljemålningar med lantliga motiv med hästar och bönder i arbete, som han producerade i stor upplaga mellan 1930- och 1950-talen. Mera sällsynta är hans målningar visande havsmotiv med segelbåtar och fiskare. Hans arbeten hänger i många danska vardagsrum och han är representerad på några danska museer. Sina arbeten signerade han med ”Fr. Ellgaard” eller med ”Fr. Kunstell Gaardson” (Kunst Ellgaard son). En av Frederik Ellgaards kusiner var den tyska reportagetecknaren Helmuth Ellgaard och hans syssling var den amerikanska biologen och professorn Erik G. Ellgaard (1939–1999).